# 馬利尼夫卡 (伊萬諾-弗蘭基夫斯克區)
49°20′56″N 24°49′28″E / 49.34889°N 24.82444°E
马利尼夫卡（烏克蘭語：Малинівка），是烏克蘭西部伊萬諾-弗蘭科夫斯克州伊万诺-弗兰科夫斯克区罗哈廷市镇的村落。面積5.87平方公里，2001年人口203人，人口密度每平方公里34.6人。